# Angers SCO
Angers Sporting Club de l'Ouest, znan tudi kot Angers SCO ali preprosto Angers, je francoski nogometni klub s sedežem v Angersu. Klub je bil ustanovljen leta 1919 in trenutno igra v Ligue 1, 1. francoski nogometni ligi.
Angers je leta 2015 prvič po 21 letih napredoval v najvišjo francosko nogometno ligo. Najuspešnejši ligaški rezultat drži Angers iz sezone 1971/72, ko je dosegel 4. mesto. Slednji rezultat pa ga je popeljal tudi do prvega kroga Evropske lige, kjer pa je bil boljši nemški Berliner FC Dynamo (1-1, 1-2). To pa je tudi edini nastop Angersa v evropskih tekmovanjih.
Domači stadion Angersa je Stade Raymond Kopa, ki sprejme 18.000 gledalcev. Barvi dresov sta bela in črna. Vzdevek nogometašev je ""Les Scoïstes"".